# Rada Iveković
Rada Iveković (Zagreb, 1945.) je profesorica i spisateljica čiji interesi uključuju političku, feminističku, komparativnu, francusku i azijsku filozofiju i teoriju. Danas živi i radi u Parizu. Školovala se u Beogradu, diplomirala indologiju i englesku književnost na Sveučilištu u Zagrebu 1969. godine, doktorirala na Sveučilištu u Delhiju 1972. godine u Indiji, a habilitirala u Parizu na Sveučilištu Paris-8 1993. godine.
Do početka rata u Hrvatskoj 1991. predavala je filozofije istočnih naroda na Filozofskom fakultetu u Zagrebu. 1992. godine tjednik Globus objavio je članak Slavena Letice pod naslovom Hrvatske feministice siluju Hrvatsku, kolokvijalno poznatijem pod nazivom Vještice iz Rija, u kojem se Jelena Lovrić, Rada Iveković, Vesna Kesić, Slavenka Drakulić i Dubravka Ugrešić prozivaju za izdaju što je dovelo do medijskog i javnog linča. Dubravka Ugrešić i Rada Iveković potom su napustile Hrvatsku.
Radila je kao profesorica filozofije na Sveučilištu Paris-8 (Vincennes à St. Denis) kao i na Collège international de philosophie, a objavila je i knjigu pod naslovom  Migracije, novi nacionalizmi i populizam: Epistemiološka perspektiva o zatvaranju bogatih zemalja (engleski: Migration, New Nationalisms and Populism: An Epistemological Perspective on the Closure of Rich Countries) kao i (engleski: Partitions: Reshaping States and Minds) 2004, (engleski: Captive Gender: Ethnic Stereotypes and Cultural Boundaries) 2005. godine i (engleski: Biopolitics, ethics and subjectivation) 2011. godine. Udana je za Gorana Fejića. Potpisnica je Deklaracije o zajedničkom jeziku u kojoj se tvrdi da se u Hrvatskoj, Bosni i Hercegovini, Srbiji i Crnoj Gori govore nacionalne standardne varijante zajedničkog policentričnog standardnog jezika.